# Gerty Theresa Cori
Gerty Theresa Cori, nhũ danh Radnitz, (15 tháng 8 năm 1896 – 26 tháng 10 năm 1957) là một nhà hóa sinh người Mỹ gốc Do Thái, đã đoạt giải Nobel Sinh lý và Y khoa năm 1947, chung với chồng - Carl Ferdinand Cori – và nhà sinh học người Argentina Bernardo Houssay, cho công trình khám phá của họ về cách mà glycogen - một chất dẫn xuất của glucose – tan ra và tái tổng hợp trong cơ thể, để dùng như một nguồn và kho chứa năng lượng.

## Cuộc đời và Sự nghiệp
Bà sinh tại Praha thuộc đế quốc Áo-Hung (nay là Cộng hòa Séc), trong một gia đình Do Thái. Bà được dạy kèm ở nhà, rồi vào học trong một Lyceum (trường trung học) dành cho nữ sinh. Người chú của bà, một giáo sư y học khoa nhi, khuyến khích bà vào học ngành Y học, và năm 1914 bà được nhận vào Đại học Charles ở Praha. Vào thời điểm đó, chỉ có rất ít nữ sinh viên. Khi học ở đây, bà đã gặp Carl Ferdinand Cori; họ kết hôn với nhau năm 1920 sau khi tốt nghiệp, và bà cải sang đạo Công giáo. Năm 1922 hai vợ chồng bà nhập cư vào Hoa Kỳ để theo đuổi việc nghiên cứu Y học ở "Viện nghiên cứu các bệnh ác tính" (nay là Viện nghiên cứu Ung thư Roswell Park) ở Buffalo, New York. Năm 1928, họ nhập quốc tịch Mỹ.
Khi làm việc tại Viện Roswell nói trên, họ bị can ngăn không làm việc chung với nhau, nhưng dù sao họ vẫn làm chung với nhau, cống hiến các nỗ lực tìm hiểu cách mà năng lượng được sản xuất và truyền đi trong cơ thể con người. Chuyên môn hóa trong lãnh vực hóa sinh, họ bắt đầu nghiên cứu cách mà glucose đường được trao đổi chất. Vợ chồng Cori đã xuất bản chung 50 bài khảo luận khi làm việc ở Viện Roswell, người nào làm phần lớn công trình nghiên cứu thì để tên trước tiên (người làm ít thì để tên phía sau) ở bài khảo luận đó. Gerty Cori cũng xuất bản riêng 11 bài khảo luận của mình. Năm 1929, họ đề nghị lý thuyết mang tên họ: chu kỳ Cori (Cori cycle) giải thích chuyển động của năng lượng trong cơ thể — từ mô cơ tới gan, rồi trở lại mô cơ. Lý thuyết này sau đó đã mang lại cho họ giải Nobel Sinh lý và Y khoa.
Vợ chồng Cori rời khởi Viện Roswell sau khi xuất bản công trình nghiên cứu của họ về việc trao đổi chất carbohydrate. Nhiều trường đại học mời Carl tới làm việc, nhưng từ chối Gerty. Năm 1931, họ di chuyển tới St. Louis, Missouri, nơi Carl được mời làm giáo sư phân ban dược lý học ở Trường Y học Đại học Washington. Dù chuyên làm việc nghiên cứu, nhưng Gerty chỉ được mời làm phụ tá nghiên cứu. Năm 1947, khi Carl trở thành khoa trưởng phân khoa hóa sinh thì Gety được thăng chức giáo sư, chức vụ mà bà đảm nhận tới khi qua đời năm 1957.

## Các giải thưởng và vinh dự
Năm 1947 Gerty Cori trở thành người phụ nữ thứ ba — và là phụ nữ Hoa Kỳ đầu tiên — đoạt giải Nobel khoa học, các người đoạt trước là Marie Curie và Irène Joliot-Curie.
Hố Cori trên Mặt Trăng được đặt theo tên bà. Bà cũng có chung một ngôi sao với chồng ở Đại lộ Danh vọng St. Louis (St. Louis Walk of Fame).
Gerty Cori cũng được vinh dự in hình trên một tem thư của Bưu điện Hoa Kỳ ngày 6.3.2008. Tem thư giá 41 cent này - theo hãng Associated Press đưa tin – có một lỗi in sai trong công thức hóa học của glucose-1-phosphate (Cori ester) in ở mặt nền. Tuy nhiên tem thư này vẫn được sử dụng, dù có lỗi in sai. Sự mô tả về bà như sau: "Nhà hóa sinh học Gerty Cori (1896-1957), với sự cộng tác của chồng, Carl, đã có những phát hiện quan trọng – trong đó có một chất dẫn xuất mới của glucose – đã làm sáng tỏ các bước của việc trao đổi chất carbohydrate và đóng góp vào sự hiểu biết và điều trị bệnh tiểu đường cùng các bệnh khác do trao đổi chất. Năm 1947, cặp vợ chồng này đã đoạt chung Giải Nobel Sinh lý và Y khoa với Bernardo Houssay.
Năm 2004,cả hai vợ chồng bà được chỉ định là một National Historic Chemical Landmarks để nhìn nhận công trình làm sáng tỏ việc trao đổi chất carbohydrate của họ.
- Huy chương Garvan-Olin, 1948